# 1992 في ألمانيا
فيما يلي قوائم الأحداث التي وقعت خلال عام 1992 في ألمانيا.

## سياسة

### تعيين في المنصب
- 5 فبراير – برنهارد فوغل رئيس وزراء ولاية تورينغن [الإنجليزية]‏.
- 6 مايو – هورست زيهوفر وزير اتحادي  [لغات أخرى]‏.
- 18 مايو – كلاوس كينكل وزير الخارجية.
- 18 مايو – يورغين موليمان نائب المستشار.

### انتهاء فترة المنصب
- 1 يناير – فرانتس مونتيفيرينغ عضو في البوندستاغ الألماني.
- 31 مارس – جيرهارد شتولتنبرج وزير الدفاع الألماني.
- 17 مايو – هانز ديتريش غينشر وزير الخارجية،نائب المستشار.

## رياضة
- 26 يوليو – جائزة ألمانيا الكبرى 1992 الفائز نايجل مانسيل.

## ظهور
- 11 مايو – أوقات جيدة، أوقات سيئة

## أفلام
من الأفلام التي صدرت هذه السنة في ألمانيا:
- 1 يناير – دروس الظلام من إخراج فرنر هرتزوغ.
- 1 يناير – روبي القاهرة من إخراج غرايم كليفورد.

## برامج ومسلسلات وأنمي
- أوقات جيدة، أوقات سيئة

## مواليد

### يناير
- 12 يناير – لوكاس هيك دراج ألماني.
- 13 يناير – ديناه بفيزينماير لاعبة كرة مضرب ألمانية.
- 20 يناير – غوكهان توريه لاعب كرة قدم تركي.
- 24 يناير – كيفن كروتز لاعب كرة مضرب ألماني.
- 26 يناير – مارفين بلاتنهارت لاعب كرة قدم ألماني.

### فبراير
- 3 فبراير – موريس باول لاعب كرة قدم ألماني.
- 24 فبراير – يونس مالي لاعب كرة قدم تركي.

### مارس
- 4 مارس – بيرند لينو لاعب كرة قدم ألماني.
- 26 مارس – فلوريان كوخ لاعب كرة سلة ألماني.

### أبريل
- 4 أبريل – دانيال ثيس لاعب كرة سلة ألماني.
- 17 أبريل – شكودران مصطفي لاعب كرة قدم ألماني.
- 30 أبريل – فين ليمكه لاعب كرة يد ألماني.
- 30 أبريل – مارك أندريه تير شتيغن لاعب كرة قدم ألماني.

### مايو
- 6 مايو – مانويل أوت لاعب كرة قدم ألماني.
- 12 مايو – إيريك دورم لاعب كرة قدم ألماني.
- 22 مايو – روبين كنوشي لاعب كرة قدم ألماني.

### يونيو
- 3 يونيو – ماريو غوتزه لاعب كرة قدم ألماني.

### يوليو
- 7 يوليو – توني غارن عارضة ألمانية.
- 10 يوليو – إيف برينكمان لاعب كرة قدم ألماني.
- 14 يوليو – جوناس هوفمان لاعب كرة قدم ألماني.
- 18 يوليو – ماتياس موشي لاعب كرة يد ألماني.
- 28 يوليو – نيكلاس لومب لاعب كرة قدم ألماني.
- 30 يوليو – كيفن فولاند لاعب كرة قدم ألماني.

### أغسطس
- 12 أغسطس – كيفن كراوس لاعب كرة قدم ألماني.
- 23 أغسطس – لينارد سواح لاعب كرة قدم ألماني.

### سبتمبر
- 8 سبتمبر – فابيو كوفمان لاعب كرة قدم ألماني.
- 10 سبتمبر – محمد بشيتش لاعب كرة قدم بوسني.
- 22 سبتمبر – فيليب هينديس
- 29 سبتمبر – ليوني ماير لاعبة كرة قدم ألمانية.

### أكتوبر
- 21 أكتوبر – بيرنارد توميتش لاعب كرة مضرب أسترالي.
- 26 أكتوبر – ميادة الصياد

### نوفمبر
- 3 نوفمبر – فيلي أوربان لاعب كرة قدم ألماني.
- 15 نوفمبر – سارة لورين ريك

### ديسمبر
- 8 ديسمبر – موريتز لايتنر لاعب كرة قدم ألماني.
- 21 ديسمبر – دانييل كارثينينجير متسابق دراجات نارية ألماني.
- 23 ديسمبر – جيفيري شلاب لاعب كرة قدم غاني.
- 28 ديسمبر – إريك شميت لاعب كرة يد ألماني.
- 31 ديسمبر – ماودو لو لاعب كرة سلة ألماني.

## وفيات

### يناير
- 29 يناير – ويلي كولمان (مواليد 1905) عالم نبات ومؤلف ألماني.
- 31 يناير – لودفيغ غيير (مواليد 1904) دراج ألماني.

### مارس
- 12 مارس – هاينتس كون (مواليد 1912) رئيس الوزراء الخامس لولاية شمال الراين - ويستفاليا (1966-1978).
- 19 مارس – كونراد شوبرت (مواليد 1915) فيزيائي ألماني.

### مايو
- 6 مايو – مارلينه ديتريش (مواليد 1901)
- 13 مايو – جيزيلا إلسنر (مواليد 1937) كاتبة ألمانية.
- 30 مايو – كارل كارستنز (مواليد 1914) الرئيس الخامس لجمهورية ألمانيا الاتحادية (1979-1984).

### يوليو
- 18 يوليو – هيلموت شميد (مواليد 1925) ممثل ألماني.

### أكتوبر
- 1 أكتوبر – بترا كيلي (مواليد 1947) سياسية ألمانية.
- 8 أكتوبر – فيلي براندت (مواليد 1913) المستشار الرابع لجمهورية ألمانيا الاتحادية (1969-1974).